# Prinser og Prinsesser
|  | Denne artikel er oprettet af botten Steenthbot ud fra en ekstern database. Den kan derfor have sproglige fejl eller mangler. Denne skabelon kan fjernes efter kontrol af indholdet. |

Prinser og Prinsesser er en dansk kortfilm fra 2014 instrueret af Kristian Boysen efter eget manuskript.

## Handling
Jakob bor alene med sin skøre mor. Hver aften laver han tegninger med drager og riddere og drømmer sig langt væk i eventyrets verden. Cecillia er en ung kvinde, der holdes fanget som prostitueret. En dag slår Jakob i vrede et hul i sin væg, som på magisk vis er forbundet med Cecillias værelse.